# Мошна (приток Великой)
Мошна (в верхней половине течения — Ершовка) — река в России, течёт по территории Островского района Псковской области. Устье реки находится ниже 57,7 м над уровнем моря, в 118 км по левому берегу реки Великой. Длина реки — 12 км.

## Данные водного реестра
По данным государственного водного реестра России относится к Балтийскому бассейновому округу, водохозяйственный участок реки — Великая. Относится к речному бассейну реки Нарва (российская часть бассейна).
Код объекта в государственном водном реестре — 01030000112102000028595.